# Tomáš Čelůstka
Tomáš Čelůstka (* 19. července 1991 Zlín) je český profesionální fotbalista, který hraje na pozici levého obránce za český klub FC Trinity Zlín.
Je bratrem bývalého reprezentačního obránce Ondřeje Čelůstky.

## Klubová kariéra
Kariéru načal v rodném Zlíně, kde v mládežnických letech nastupoval za Fastav, do prvního mužstva se však neprobojoval. Putoval proto po hostováních, když hrál třetí ligu v Kunicích a druhou ligu ve Vlašimi. Tam si ho vyhlédl klub Bohemians Praha 1905, kde se ovšem také moc neohřál, proto před sezónou 2014/2015 odešel hostovat do SFC Opava. Po sezóně tam přestoupil. Ve Slezsku moc nehrál, a tak se rozhodl pro další změnu. Jarní část sezóny 2017/18 strávil na hostování v FK Pardubice a podobně jako do Opavy i do Pardubic po sezóně odešel natrvalo, když podepsal tříletou smlouvu. V Pardubicích se stal jednou z opor a v sezóně 2019/20 pomohl k historickému postupu do nejvyšší soutěže.